# Porządek i Sprawiedliwość
Porządek i Sprawiedliwość (lit. Tvarka ir teisingumas, TT) – litewska narodowo-konserwatywna i eurosceptyczna partia polityczna, działająca od 2002 do 2020.
Funkcjonowała formalnie pod nazwą Porządek i Sprawiedliwość (Liberalni Demokraci) (lit. Tvarka ir teisingumas (liberalai demokratai)), poprzednio działała jako Partia Liberalno-Demokratyczna (lit. Liberalų Demokratų Partija).

## Historia
Partia Liberalno-Demokratyczna została założona przez zwolenników byłego dwukrotnego premiera, Rolandasa Paksasa, który kilka miesięcy wcześniej odszedł z Litewskiego Związku Liberałów na skutek konfliktu z innymi liderami tego ugrupowania. Pod koniec kadencji parlamentu w 2004 jej klub parlamentarny, kierowany przez Henrikasa Žukauskasa, tworzyło około 15 posłów, w tym także przedstawiciele AWPL.
LDP krytykowała politycznych konkurentów (oskarżających ją głównie o populizm) i starała się wykorzystać popularność swojego przywódcy.
W 2003 Rolandas Paksas został w II turze wybrany na prezydenta Litwy, uzyskując 54,9% głosów i pokonując ubiegającego się o reelekcję Valdasa Adamkusa. Na czele ugrupowania stanął wówczas Valentinas Mazuronis. W tym samym roku liberalni demokraci odnotowali dobry wynik w samorządach, wprowadzając do rad rejonowych i miejskich około 130 swoich przedstawicieli.
Rolandas Paksas, po usunięciu go przez Sejm w drodze impeachmentu z urzędu prezydenta, ponownie objął stanowisko przewodniczącego LDP. W wyborach do Parlamentu Europejskiego w 2004 partia uzyskała jeden z 13 mandatów, który objął Rolandas Pavilionis, były rektor Uniwersytetu w Wilnie. Po jego śmierci w trakcie kadencji w PE zasiadł Eugenijus Maldeikis. Partia przystąpiła w tym okresie do umiarkowanie eurosceptycznej Unii na Rzecz Europy Narodów.
Przed wyborami parlamentarnymi w 2004 z inicjatywy liberalnych demokratów powołano koalicję wyborczą „Za Porządek i Sprawiedliwość”, sygnowaną nazwiskiem odwołanego prezydenta. Poza LDP w jej skład wszedł Litewski Związek Ludowy „Za Sprawiedliwą Litwę”, Juliusa Veselki, a na liście znalazł się również lider Partii Postępu Narodowego, Egidijus Klumbys.
Z wynikiem 11,36% blok wyborczy zajął czwarte miejsce, uzyskując 11 mandatów, z tego 2 w okręgach większościowych. Partia w dalszym ciągu pozostawała w opozycji do kolejnych rządów kierowanych przez Algirdasa Brazauskasa i Gediminasa Kirkilasa.
W trakcie kadencji jej sejmową frakcję opuściło kilku znanych działaczy (m.in. Henrikas Žukauskas), przystąpiło natomiast do niej kilku parlamentarzystów z innych ugrupowań, w tym znani „trybuni ludowi”: Petras Gražulis i Rimantas Smetona.
W 2006 ugrupowanie zmieniło nazwę na Porządek i Sprawiedliwość. W wyborach samorządowych w 2007 z wynikiem 181 mandatów w skali stronnicy byłego prezydenta zajęli czwarte miejsce. Wygrali m.in. w Wilnie, otrzymując 14 z 51 mandatów, a ich przedstawiciel Juozas Imbrasas, dzięki koalicji m.in. z socjaldemokratami i Akcją Wyborczą Polaków na Litwie, objął stanowisko burmistrza.
Partia wystartowała samodzielnie w wyborach parlamentarnych w 2008, uzyskując 12,68% (trzeci wynik), wprowadzając 11 przedstawicieli z listy partyjnej i 2 z okręgów większościowych. Rok później Rolandas Paksas i Juozas Imbrasas dostali się z jej ramienia do Europarlamentu. W 2011 partia wprowadziła do samorządów 155 radnych. W 2012 ugrupowanie otrzymało w okręgu większościowym 7,31% głosów (6 mandatów), 5 jego przedstawicieli uzyskało mandaty w okręgach większościowych.
Partia zawiązała następnie koalicję z LSDP, AWPL i Partią Pracy, współtworząc rząd Algirdasa Butkevičiusa, który rozpoczął urzędowanie 13 grudnia 2012. W 2014 ugrupowanie utrzymało dwuosobową reprezentację w Europarlamencie VIII kadencji. W 2015 partia byłego prezydenta utraciła znaczną część samorządowej reprezentacji, która zmniejszyła się do 79 mandatów radnych.
W październiku 2016, po słabym wyniku wyborczym Porządku i Sprawiedliwości (który nieznacznie tylko przekroczył próg wynikiem 5,33%, dającym 5 mandatów w okręgu większościowym), Rolandas Paksas zrezygnował z kierowania partią (w 2018 ostatecznie opuścił jej szeregi). Obowiązki przewodniczącego przejął Remigijus Žemaitaitis (w grudniu 2016 wybrany na przewodniczącego partii). W drugiej turze głosowania 4 przedstawicieli partii (w tym jeden startujący formalnie jako niezależny) uzyskało dodatkowo mandaty poselskie.
W 2019 z list ugrupowania do litewskich samorządów wybranych zostało 49 radnych. Partia nie uzyskała natomiast reprezentacji w PE IX kadencji. W tym samym roku dołączyła do koalicji wspierającej rząd Sauliusa Skvernelisa, nie obejmując jednak miejsc w gabinecie. W 2019 doszło następnie do rozpadu frakcji poselskiej, której większość członków przystąpiła do nowej grupy „Lietuvos gerovei”.
W 2020 partia przyłączyła się do Wolności i Sprawiedliwości, formacji powstałej z przekształcenia Litewskiego Związku Wolności, na czele której stanął Remigijus Žemaitaitis. W konsekwencji ugrupowanie Porządek i Sprawiedliwość zostało postawione w stan likwidacji, kończąc swoją działalność.